# Peftjaouaouibastet
Peftjaouaouibastet, Peftjaoudibastet ou encore Payeftjaouembastet, est roi d’Héracléopolis vers 750 à 720 AEC sous la XXIIe dynastie.

## Attestations
Pour ce souverain, on connaît deux stèles de donation de terrains en faveur du domaine d'Amon, une statuette en or du dieu Héryshef trouvée à Héracléopolis, une statuette en bronze agenouillée conservée au Boston Museum of Fine Arts (inv.no. 1977.16) ainsi que sa représentation sur la stèle des victoires de Piânkhy.
Les deux stèles sont toutes deux datées de l'an 10 vers 740 AEC, soit la plus haute année de règne connue pour lui, bien que sa présence sur la Stèle des victoires de Piânkhy permette aux chercheurs d'étendre la durée de son règne. Les stèles mentionnent son épouse, la reine Tashérytenaset, et une fille, Iroutj, qui était chanteuse à l'intérieur du domaine d'Amon. 

## Généalogie
Peftjaouaouibastet épouse Irbastetoudjanéfou, fille de Roudamon, roi de Thèbes, ainsi que la fille royale (de Roudamon également ?) Tashérytenaset. Il a deux filles nommées Iroutj et Sopdetemhaaout et un fils ayant exercé des fonctions à Thèbes et dont le nom est en grande partie perdu.

## Règne

### Début de règne
Il est gouverneur d'Héracléopolis pendant le règne de Roudamon, roi thébain. Le début de son règne semble proche de la fin de celui de Roudamon. Il épouse en tout cas une ou deux de ses filles. Il s'allie plus tard avec Piânkhy et lui restera fidèle pendant toute la campagne de ce dernier.

### Campagne de Piânkhy

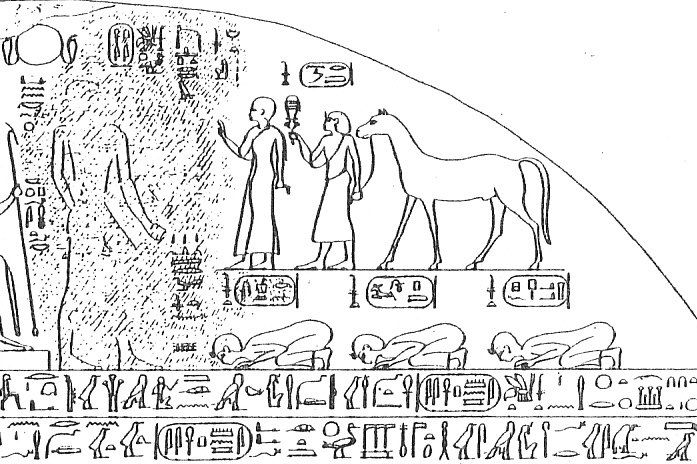
Partie droite du cintre de la stèle des victoires de Piânkhy, Peftjaouaouibastet est le roi de droite parmi les trois rois en prosternation.

Plusieurs rois et chefs de Mâ de Basse-Égypte sont entrés dans une coalition menée par Tefnakht dont l'objectif principal semble être la lutte contre l'expansion koushite. Cette coalition s'attaque en premier lieu au domaine de Peftjaouaouibastet, allié de Piânkhy, en prenant diverses villes au nord de Héracléopolis puis à la ville elle-même, qu'elle n'arrive pas à prendre, malgré le retournement de Nimlot III, ex-allié de Piânkhy. Ce dernier lance alors son armée vers Héracléopolis (qui ,une fois libérée, voit son roi Peftjaouaouibastet se soumettre à nouveau à Piânkhy) et Memphis, où se trouve une partie importante de l'armée coalisée. Là, Piânkhy vainc la coalition. Peu de temps après, plusieurs rois et chefs de la coalition se soumettent une première fois à Piânkhy dans la ville d'Héliopolis. Piânkhy accepte leur soumission, mais la plupart des dirigeants ne sont pas autorisés à pénétrer dans l'enceinte royale parce qu'ils ne sont pas circoncis et ont mangé du poisson, deux abominations aux yeux des Koushites,,. Après une intervention dans le Delta, plusieurs des rois et chefs rencontrent à nouveau Piânkhy à Athribis où ils font acte de soumission une seconde fois. Ces éléments sont relatés dans la stèle des victoires de Piânkhy datée de l'an 21 de ce roi (soit 723 AEC). Comme l'indique la stèle, si les rois et chefs se soumettent, ils sont autorisés toutefois à conserver leur domaine respectif, ce qui sera source d'ennuis pour les successeurs de Piânkhy.

### Fin du règne
La fin de son règne est obscur. Peut-être est-ce lors de la campagne de Chabataka, quelques années après la campagne de Piânkhy, qu'a lieu la fin de l'éphémère royauté héracléopolitaine.